# Nacer Chadli
Nacer Chadli (født 2. august 1989) er en belgisk-marokkansk professionel fodboldspiller, som spiller for den belgiske klub Standard Liège og Belgiens landshold.

## Klubkarriere

### AGOVV
Chadli fik sin professionelle debut med hollandske AGOVV i 2007, som på dette tidspunkt spille i den næstbedste hollandske række.

### FC Twente
Chadli skiftede i juli 2010 til FC Twente.

### Tottenham
Chadli skiftede i juli 2013 til Tottenham Hotspur.

### West Bromwich Albio
Chadli skiftede i august 2016 til West Bromwich Albion, i en aftale som gjorde ham til den dyreste transfer i klubbens historie.

### Monaco
Chadli skiftede i august 2018 til Monaco.

#### Lån til Anderlecht
Efter en dårlig sæson for både Chadli og Monaco året før, blev Chadli lånt til Anderlecht i hans hjemland i august 2019.

### İstanbul Başakşehir
Chadli skiftede i september 2020 til İstanbul Başakşehir.

## Landsholdskarriere
Chadli, der er både belgisk og marokkansk statsborger, kunne vælge at spille for både Belgiens og Marokkos landshold. Chadli spillede en enkel venskabskamp med Marokkos landshold den 17. november 2010. Den 28. januar 2011, erklærede han sin hensigt om at repræsentere Belgien på internationalt plan, hvilke han kunne gøre da han kun havde spillet i en venskabskamp for Marokko, og fik sin debut på landsholdet den 9. februar i en venskabskamp mod Finland.
Chadli har været del af Belgiens trupper til VM 2014, VM 2018 og EM 2020.
Chadli scorede det vindene mål for Belgien imod Japan dybt i overtiden ved VM 2018, og målet blev kåret som turneringens mål.